# Спиридонова, Анастасия Родионовна
Анастасия Родионовна Спиридонова (2 ноября 1925 год, село Ивановка Вторая, Сорочинский район, Оренбургская область — 2 декабря 2007) — птичница совхоза «Родина» Сорочинского района Оренбургской области Герой Социалистического Труда (1966).

## Биография
Родилась в 1925 году в селе Ивановка Вторая в крестьянской семье.
Получила неполное среднее образование в школе родного села. Трудовую деятельность начала в 15 лет. С 1941 года трудилась разнорабочей, швеёй в совхозе «Родина» Сорочинского района. С 1962 года стала работать птичницей в этом же совхозе. Была назначена управляющей одного из цехов птицефабрики.
Во время 9-й пятилетки цех, которым руководила Анастасия Спиридонова, внедрил в производстве новаторские методы, в результате чего планы пятилетки были выполнены досрочно. Ежегодная продуктивность в цехе достигла в среднем по 243 яиц от каждой несушки. В 1966 году была удостоена звания Героя Социалистического Труда «за успехи, достигнутые в развитии животноводства, увеличении производства и заготовок мяса, молока, яиц».
Участвовала во Всесоюзной выставке ВДНХ.
В 1978 году вместе с напарницей освоила передовые методы, в результате чего получила более 6,5 миллионов яиц от поголовья 25 тысяч кур.
В 80-е годы XX столетия вышла на пенсию.
Скончалась 2 декабря 2007 года. Похоронена на кладбищенском комплексе «Степной-1» города Оренбурга.

## Награды
- Герой Социалистического Труда — указом Президиума Верховного Совета СССР от 22 марта 1966 года
- Орден Ленина
- Орден Октябрьской Революции
- Отличник сельского хозяйства РСФСР